# Шансо
Шансо́ (фр. Chanceaux) — коммуна во Франции, находится в регионе Бургундия. Департамент коммуны — Кот-д’Ор. Входит в состав кантона Сен-Сен-л’Аббеи. Округ коммуны — Дижон.
Код INSEE коммуны — 21142.

## Население
Население коммуны на 2010 год составляло 202 человека.
| 1962 | 1968 | 1975 | 1982 | 1990 | 1999 | 2010 |
| ---- | ---- | ---- | ---- | ---- | ---- | ---- |
| 270  | 265  | 232  | 219  | 219  | 208  | 202  |

## Экономика
В 2010 году среди 124 человек трудоспособного возраста (15—64 лет) 92 были экономически активными, 32 — неактивными (показатель активности — 74,2 %, в 1999 году было 71,8 %). Из 92 активных жителей работали 81 человек (45 мужчин и 36 женщин), безработных было 11 (5 мужчин и 6 женщин). Среди 32 неактивных 11 человек были учениками или студентами, 12 — пенсионерами, 9 были неактивными по другим причинам.